# Kolonia Domaszewnica
Kolonia Domaszewnica – wieś w Polsce położona w województwie lubelskim, w powiecie radzyńskim, w gminie Ulan-Majorat.
W latach 1975–1998 miejscowość administracyjnie należała do województwa bialskopodlaskiego.
Wieś jest sołectwem w gminie Ulan-Majorat. Według Narodowego Spisu Powszechnego z roku 2011 wieś liczyła 168 mieszkańców.
Wierni Kościoła rzymskokatolickiego należą do parafii św. Zofii w Zofiborze.